# Dina Díaz
Dina Violeta Díaz Avellaneda (Cajamarca, 6 de diciembre de 1996) es una voleibolista peruana que juega como central. Su equipo actual es Kazoku No Perú, ascendido a la Liga Nacional Superior de Voleibol del Perú.

## Clubes
| Club              | País | Año         |
| ----------------- | ---- | ----------- |
| Deportivo Alianza | Perú | 2022 - 2023 |
| Kazoku No Perú    | Perú | 2023 -      |

## Palmarés

### Clubes
- 2024:  "Subcampeona", Liga Nacional Intermedia de Voleibol de Perú con  Kazoku No Perú.
- 2025:  "Campeona", Liga Nacional Intermedia de Voleibol de Perú con  Kazoku No Perú.